# Cultura de Bijelo Brdo
La cultura de Bijelo Brdo (en serbocroata: Bjelobrdska kultura) es el nombre de la cultura arqueológica medieval. Esta cultura se ubicó en las actuales Hungría, Serbia, Eslovaquia, Croacia y Rumania. Lleva el nombre del sitio arqueológico de Bijelo Brdo (al este de Osijek, Eslavonia) en Croacia, y se desarrolló entre los siglos X y XII.
El término fue acuñado en la década de 1920 por el arqueólogo checo Lubor Niederle (1865-1944) en respuesta a la teoría del arqueólogo húngaro József Hampel (1849-1913) sobre cuatro culturas independientes en la antigua Hungría desde el siglo IV hasta el siglo XII (germánica, sármata, ávara, y húngara), entre los cuales no había eslavos.

## Historia de la investigación
El pueblo de Bijelo Brdo, que dio nombre a esta cultura, se encuentra en la orilla derecha del Drava, cerca de la confluencia del Drava y el Danubio. En la Edad Media, el pueblo de Trnovac se mencionado en ese lugar. En la época otomana, estaba habitada por inmigrantes serbios de la parte alta de Podrinje. Fue abandonado durante la Gran Guerra Turca, y después del final de la guerra fue repoblado por inmigrantes serbios de Bosnia, Montenegro y Baranya (principios del siglo XVIII). Entonces se le dio su nombre actual, supuestamente por una colina blanca. En la última década del siglo XIX, se llevaron a cabo excavaciones arqueológicas, cuyos resultados fueron publicados por Josip Brunšmid. De un total de 212 sepulcros, trece pertenecen a la época prehistórica y el resto a la época medieval. Las excavaciones continuaron en 1907 por Viktor Hofiler, quien descubrió 22 tumbas, 2 de las cuales eran prehistóricas y el resto medievales. Durante las excavaciones en Beli Brdo en 1948, se descubrió otra necrópolis junto al antiguo cauce del río Drava. Aunque se encuentra cerca de la mencionada necrópolis, no tiene nada que ver con ella. Se llamó Bijelo Brdo I para diferenciarse de la necrópolis relativamente más moderna conocida hasta entonces, de la cual la cultura Bijelo Brdo obtuvo su nombre (Bijelo Brdo II). Ivaniček y Vinski lo investigaron. Se atribuye a la cultura Kestelj (ávaro-eslava).
El término "cultura de Bijelo Brdo" fue acuñado por el arqueólogo checo Lubor Niederle, referente de la arqueología eslava. Lo usó por primera vez en su composición Slovania v Uhrách ("Eslavos en Hungría"). Aquí llamó la atención de los arqueólogos eslovacos y checos sobre la necesidad de estudiar la herencia arqueológica eslava, "especialmente porque la arqueología húngara no solo no se ocupó de ella lo suficiente, sino que también escribió abierta y tendenciosamente contra nosotros los eslavos". Basó su opinión sobre la arqueología húngara principalmente en los escritos del arqueólogo húngaro Jozef Hampel (según él, "el principal representante húngaro [en arqueología]") publicados en alemán. Definió la cultura por el yacimiento más grande hasta el momento Bijelo Brdo I y afirmó que era eslava, hecho que pronto fue generalmente aceptado. El alumno de Niederl, Jan Eisner, identificó a los enterrados en la necrópolis de Bijelo Brdo II con eslavos, húngaros y ávaros. Józef Kostrzewski tiene una opinión muy similar, escribiendo que la cultura de Bijelo Brdo fue principalmente un producto de "los eslavos de Panonia, parcialmente mezclados con la población húngara" y que sus hallazgos más antiguos "muestran algunas conexiones con la cultura Kestelj". Zdenek Vana, principalmente sobre la base de fuentes escritas, identifica a los habitantes de esta cultura con eslavos y húngaros y divide la cultura en tres fases de desarrollo: más antigua (de 975 a 1025), media (de 1025 a 1075) y más joven (de 1075 a 1200).
Durante mucho tiempo, la opinión de que la cultura era eslava también tuvo representación en la ciencia húngara. Se originó a partir de las circunstancias políticas y étnicas características del período comprendido entre finales del siglo XIX y 1918. La clase dominante húngara se inclinaba a presentar a sus antepasados como guerreros jinetes nómadas victoriosos. Esta concepción se reflejó tanto en la historiografía como en la arqueología. Por lo tanto, en la arqueología húngara, solo las tumbas ricas y el entierro de jinetes a caballo estaban relacionados con los húngaros, mientras que los cementerios de la población agrícola pobre se atribuyeron a los eslavos conquistados desde el principio. Tras la caída de la monarquía austrohúngara, este esquema se correspondía plenamente con las concepciones políticas de los países herederos de la monarquía. En la Hungría conservadora, los investigadores han seguido atribuyéndole solo las tumbas ricas a la herencia húngara. Al mismo tiempo, en los estados eslavos recién formados (Reino de los Serbios, Croatas y Eslovenos o Checoslovaquia), los sentimientos nacionales alcanzaron su punto máximo. Allí, este concepto fue aceptado con simpatía y desarrollado, porque permitía ampliar la herencia eslava. Este concepto también se desarrolló en la literatura húngara hasta finales de la década de 1950.
En la literatura húngara reciente, la opinión predominante es que los hallazgos en las tumbas de esta cultura pertenecen al pueblo húngaro común.

## Historia

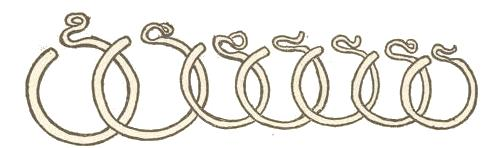
Brazaletes.

La cultura de Bijelo Brdo fue concebida en el siglo X. Fue creado sobre la base de la herencia cultural de los eslavos de períodos anteriores. A partir de esta herencia cultural eslava, se formó una simbiosis con la herencia cultural de los inmigrantes húngaros, en la zona del curso medio del Danubio.
Según la Gesta Hungarorum, el asentamiento de los húngaros estuvo acompañado de luchas con la población indígena de origen ávaro, eslavo y germánico. Sin embargo, el material arqueológico indica más bien una coexistencia mayoritariamente pacífica entre los  húngaros y la población más antigua. Los magiares valoraban la agricultura, pero continuaron llevando una vida seminómada. Su economía podría desarrollarse solo en simbiosis con la población cuya parte más significativa podría ser de origen eslavo.
El área principal de la cultura fue el área de la actual Hungría, luego la parte sur de la actual Eslovaquia y parte de la provincia de Voivodina en la actual Serbia.
El material arqueológico de la cultura Bjelobord muestra que esta cultura es la siguiente fase del desarrollo cultural de la población de la llanura de Panonia de los períodos anteriores. Los eslavos constituían la mayoría de los habitantes de la llanura antes del asentamiento húngaro. Por lo tanto, estos eslavos pueden considerarse el factor principal en el surgimiento de la cultura. Además de los eslavos, los húngaros también tuvieron una participación significativa en la cultura Bjelobord, y después de llegar al curso medio del Danubio, abandonaron su forma de vida nómada anterior. Los inmigrantes húngaros, bajo la influencia de los eslavos de la llanura de Panonia, adoptaron el uso de joyas eslavas.
La cultura Bijelo Brdo fue un período en el que se llevó a cabo la permeación cultural entre eslavos y húngaros. Durante este período, los húngaros aceptaron las tradiciones culturales de los eslavos, mientras que los eslavos aceptaron el idioma húngaro. Se cree que los descendientes de estos eslavos de Panonia se convirtieron en su mayor parte en componentes de la etnia húngara medieval. Sin embargo, aún no se ha probado de qué eslavos se trata aquí. Algunos artículos, como brazaletes, son en su mayoría característicos de los eslavos occidentales, mientras que otros, como las cuentas en forma de barril, son característicos de los eslavos meridionales. Los hallazgos de esta cultura son más frecuentes a lo largo del curso medio del río Tisza que en la Hungría transdanubia, donde fuentes escritas y materiales confirman la presencia de eslavos.
En algunas áreas periféricas de la cultura de Bijelo Brdo los húngaros asentados no obstaculizaron el desarrollo cultural de los eslavos locales.

## Restos materiales

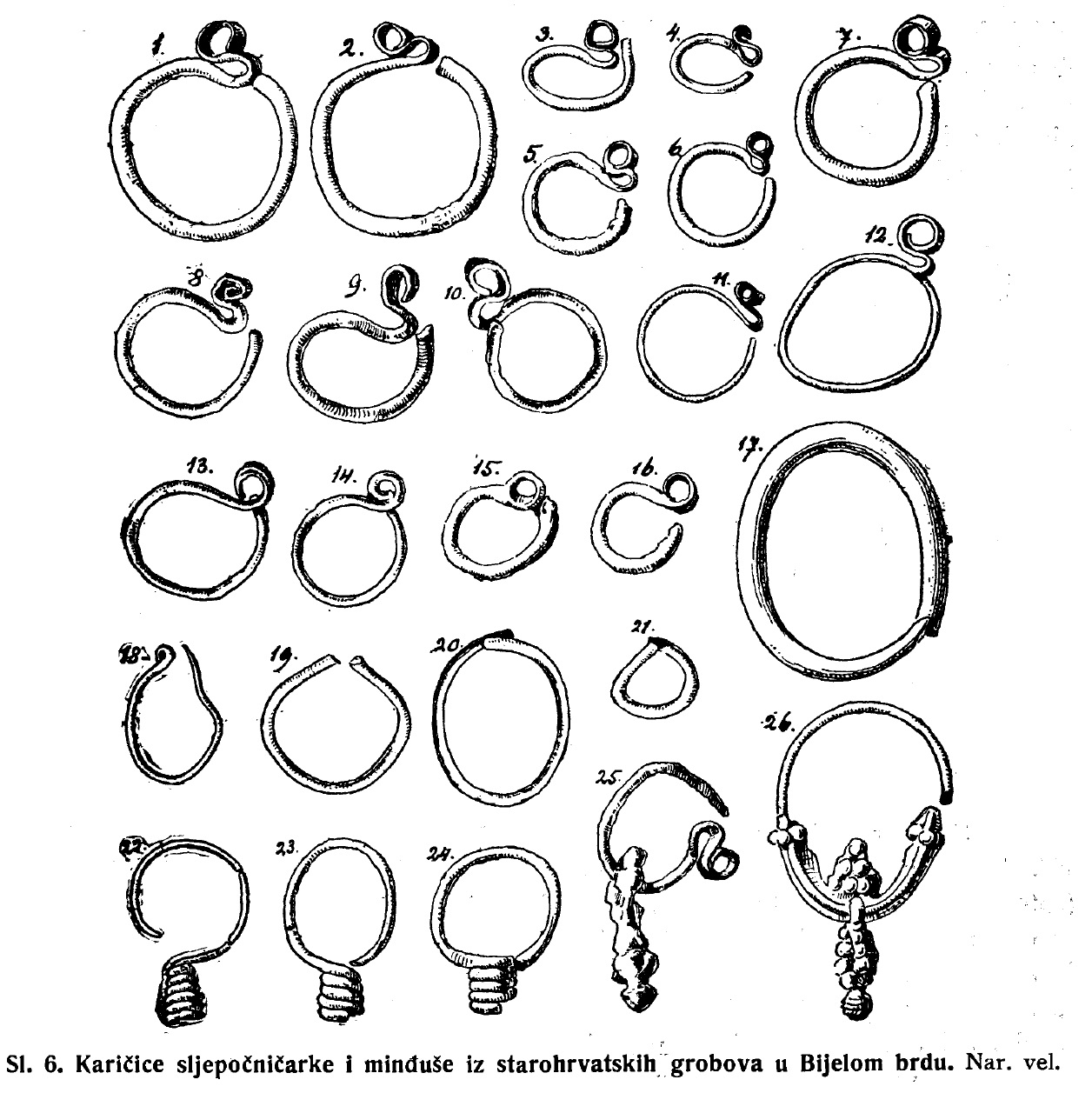
Joyas típicas de la cultura, trabajo de Josip Brunšmid.

Los hallazgos en la necrópolis de Bijelo Brdo II fueron excavados y publicados por el arqueólogo croata Josip Brunšmid. La necrópolis fue descubierta en lo que entonces era la calle Venetsi. En el lado oeste, las parcelas no. 801, 803, 804 y 805, 807, 808, y en el lado este de parcela no. 846/2, 847 y 848, 849/1 y 2 y 850/1 y 2, 851 y 854. La calle misma fue excavada. En las tumbas se encontraron monedas de los reyes húngaros Pedro (1038-1041, 1044-1046), Andrés I (1046-1060) y Bela I (1060-1063), así como monedas romanas más antiguas de los siglos II, III y IV reutilizadas como joyería. Basándose en las monedas húngaro, Brunšmid fechó la necrópolis a mediados del siglo XI. El material es mayoritariamente de carácter funerario. Los individuos suelen ser enterrados en tumbas simples. Los cuerpos están estirados. Los brazos se cruzan en alguna parte o se colocan al lado del cuerpo. Las tumbas suelen estar orientadas de oeste a este, ordenadas. Se encontraron muy pocas armas y herramientas en las tumbas. Se encontraron partes de hueso de un arco y 25 puntas de flecha en la necrópolis de Lijeva Bara. Brunšmid afirma que las armas se usaron para cazar y no para la guerra. Sobre la base de los objetos encontrados, Brunschmid llegó a la siguiente conclusión: "Según los objetos en sí, que se encontraron en esas tumbas, se puede decir con certeza que la gente que fue enterrada aquí era de origen eslavo, por lo que eran croatas".
Las joyas encontradas de esta cultura son de origen eslavo. Los productos de joyería de bronce que datan de la época anterior a la creación de Hungría se hicieron como un legado de la tradición local, que tiene un origen tardío o bizantino. Las mujeres usaban cuentas de vidrio, anillos y pulseras. Destacan aretes y pendientes con extremos en forma de S, características de los eslavos, pero también eran usadas por los húngaros.
Los asentamientos de la cultura de Bijelo Brdo son menos conocidos que la necrópolis.

## Yacimientos más importantes
- Hungría: Piliny, Székesfehérvár, Szob, Sentesz-Szentlaslo, Halimba-Ceres, Csongrád, etc.
- República Srpska (Bosnia y Hercegovina): Gomjenica (Baltine bare), Kočićevo (Tučić), Mahovljani (Luka), Petoševci (Bagruša), etc.
- Eslovaquia: Barca, Bešenjov, Devin, Nove Zamki, Nitra, etc.
- Eslovenia: Ptuj
- Croacia: Bijelo Brdo, Vukovar, Kloštar Podravski, etc.